# Скофилд Бэрракс
Скофилд Бэрракс — одна из военных баз США на острове Оаху (штат Гавайи). Сооружена в 1908 году и названа в честь генерала Джона Скофилда (1831—1906).
Здесь расположена 25-я пехотная дивизия (США).
На базе проживает около 15 тысяч человек.
Климат напоминает тропическую саванну или даже Средиземноморье.